# 臺灣高砂族系統所屬之研究
《臺灣高砂族系統所屬之研究》（日语：『臺灣高砂族系統所屬の研究』），是臺北帝國大學土俗人類學研究室所出版的一部研究專書。該書作者為移川子之蔵、馬淵東一、宮本延人等人，並有淺井惠倫參與研究採集工作。內容包括台灣族各族的生活地域、神話與個人層次的系譜，以及部落、氏族與族群之間的互動和遷徙的沿革。
此研究的成果分為兩冊出版，第一冊為〈本文篇〉；第二冊為〈資料篇〉，內含系譜、照片與地圖等；兩冊於1935年出版。研究者透過查訪，至各部落收集口傳部落歷史與記憶，以建構系譜的資料，藉歷史民族學研究方法呈現族群活動歷程。訪問的部落有291個，系譜有309份。其中所得最長的家系是卑南族射馬干社，有64個世代。

## 中譯修訂本
此書在2011年時由南天書局出版經過修訂與註解的中譯本，並改以《臺灣原住民族系統所屬之研究》為書名，譯者是楊南郡，主要編者是魏德文。